# Власенков Олександр Олександрович
Олександр Олександрович Власенков (рос. Александр Александрович Власенков; 12 березня 1998, Візинга, Республіка Комі, Росія — 2 вересня 2022, Уди, Україна) — російський військовик, єфрейтор ЗС РФ. Герой Російської Федерації.

## Біографія
Ріс без батьків, жив з бабусею. Після закінчення 9 класів Чімської загальноосвітньої середньої школи перейшов у Благоєвську загальноосвітню середню школу. Займався вільною боротьбою і рукопашним боєм. Після закінчення школи в 2015 році вступив на факультет №7 Ленінградського обласного філіалу Санкт-Петербурзького університету МВС РФ, проте в 2017 році залишив навчання за сімейними обставинами. В 2018 році був призваний в ЗС РФ, служив в частинах ППО Московської області. Після звільнення в 2019 році працював спортивним тренером в Іркутську, потім повернувся в Чім.
Восени 2022 року добровільно повернувся в армію, щоб взяти участь у вторгненні в Україну, і був призначений розвідником-снайпером 200-ї окремої мотострілецької бригади. Учасник боїв в Харківській області. Загинув у бою.

## Нагороди
- Звання «Майстер спорту Росії з рукопашного бою» (20 червня 2016)
- Звання «Майстер спорту Росії міжнародного класу»
- Звання «Герой Російської Федерації» (11 жовтня 2022, посмертно) — «за мужність та героїзм, проявлені під час виконання військового обов'язку.» 9 листопада медаль «Золота зірка» була передана рідним Власенкова заступником командувача Північним флотом віцеадміралом Олегом Голубєвим і головою Республіки Комі Володимиром Уйбою.